# 1854 في المملكة المتحدة
فيما يلي قوائم الأحداث التي وقعت خلال عام 1854 في المملكة المتحدة.

## سياسة

### تعيين في المنصب
- 14 أكتوبر – بنجامين هول Secretary of State for Health and Social Care [الإنجليزية]‏.

## أحداث
- تفشي وباء الكوليرا في شارع برود عام 1854.

## كتب
من الكتب التي صدرت هذه السنة في المملكة المتحدة:
- 1 يناير – أوقات عصيبة من تأليف تشارلز ديكنز.

## مواليد

### يناير
- 1 يناير – جيمس فريزر[1]
- 1 يناير – ماري أندروز جيولوجية أيرلندية شمالية.[2]
- 1 يناير – هاري برادشو

### فبراير
- 18 فبراير – هنري جون هورستمان فنتون كيميائي بريطاني.

### مارس
- 5 مارس – روث بيلفيل سيدة أعمال من المملكة المتحدة.[3]
- 14 مارس – ويليام هامبسون

### أبريل
- 28 أبريل – هرثا ماركس أيرتون[4]

### يونيو
- 5 يونيو – جيمس كارول طبيب أمريكي.[5]
- 13 يونيو – تشارلز ألجرنون بارسونز[6]

### يوليو
- 24 يوليو – لي سترانج مستشرق من المملكة المتحدة.[7]

### سبتمبر
- 14 سبتمبر – إدوارد ليمينجتون نيكولز فيزيائي أمريكي.
- 18 سبتمبر – ريتشارد قلازبروك فيزيائي بريطاني.[8]

### أكتوبر
- 2 أكتوبر – باتريك جيدس[9]
- 4 أكتوبر – جون فراير كين مستكشف بريطاني.[10]
- 27 أكتوبر – وليام ألكسندر سميث[11]

### ديسمبر
- 1 ديسمبر – ريتشارد توماس بيكر عالم نبات أسترالي.[12]
- 18 ديسمبر – ستانلي لين بول[13]

## وفيات

### أبريل
- 15 أبريل – آرثر أيكين (مواليد 1773)[14]

### أكتوبر
- 27 أكتوبر – غولدينغ بيرد (مواليد 1814)[15]

### نوفمبر
- 30 نوفمبر – جون جورج شامبيون (مواليد 1815)